# حرب 1972 اليمنية
حرب 1972 اليمنية كانت صراعًا عسكريًا قصيرًا في عام 1972 بين الجمهورية العربية اليمنية وجمهورية اليمن الديمقراطية الشعبية.

## خلفية
هاجم متمردو عصبة الجنوب العربي مواقع في شرق اليمن الجنوبي، ووصلوا من المملكة العربية السعودية في 20 فبراير 1972. انتصرت قوات حكومة جنوب اليمن على المتمردين في 24 فبراير 1972 وقد قُتل حوالي 175 متمردًا. نجا رئيس الوزراء علي ناصر محمد من محاولة اغتيال قام بها متمردو العصبة في 22 مايو 1972. لقد صدرت أحكام بالإعدام على ستة أشخاص بتهمة التآمر للإطاحة بالحكومة في 9 يوليو 1972. استمرت المملكة العربية السعودية في معارضة جنوب اليمن ودعمت القوات اليمنية الشمالية في النزاع المقبل.
أعلنت إذاعة عدن في 22 فبراير 1972 عن مقتل 65 من شيوخ القبائل الشمالية ، وقيل أن حكومة عدن جمعتهم في خيمة ثم نسفت الخيمة بمن فيها .  بدأت المليشيات القبلية الحرب وفي سبتمبر 1972 نشب نزاع مسلح بين القوات الشمالية والقوات الجنوبية في مناطق الحدود ، أدت وساطة عربية لإيقاف القتال.

## النزاع
اندلعت الحرب، التي بدأها شمال اليمن، في 26 سبتمبر 1972، في الذكرى السنوية العاشرة لبدء ثورة 26 سبتمبر في شمال اليمن؛ كان القتال في معظمه عبارة عن اشتباكات حدودية. وخلال النزاع، كان الشمال مدعومًا من المملكة العربية السعودية والجنوب من الاتحاد السوفيتي.

## النتائج

### اتفاقية القاهرة لعام 1972
كان القتال قصير الأجل؛ انتهت الحرب بعد 23 يومًا في 19 أكتوبر بوقف إطلاق النار، وفي الفترة 13 سبتمبر ـ 28 أكتوبر 1972 اجتمع وفدي الشطرين في القاهرة، برئاسة كلٍ من، علي ناصر محمد رئيس وزراء الشطر الجنوبي، ومحسن العيني رئيس مجلس وزراء الشطر الشمالي، مع لجنة التوفيق العربية المشكلة بقرار مجلس جامعة الدول العربية رقم 2961، بتاريخ 13 سبتمبر 1972م، لتسوية الخلافات والاتفاق على قيام دولة الوحدة، وفي 28 أكتوبر تم توقيع الإتفاق ,وضعت خطة لتوحيد البلدين في دولة «جمهورية ووطنية وديمقراطية»، على أساس انتخابات «حرة ومباشرة».

### الأعمال العدائية في أواخر السبعينات
قام جنوب اليمن بتحريض وتمويل حركة معارضة واسعة النطاق في الشمال وهي الجبهة الوطنية الديمقراطية خلال منتصف السبعينيات.

## تسلسل زمني
| التاريخ   | العام | الحدث |
| --------- | ----- | --- |
| 26 سبتمبر | 1962  | تفجير ثورة 26 سبتمبر على أيدي الضباط الأحرار ضد الحكم الإمامي بمساعدة من مصر وقيام الجمهورية العربية اليمنية برئاسة عبدالله السلال.                                                           |
| 14 أكتوبر | 1963  | قيام ثورة 14 أكتوبر في جنوب اليمن ضد الاحتلال البريطاني. |
| 30 نوفمبر | 1967  | قيام دولة اليمن الجنوبي التي تضم عدن ومحمية الجنوب العربي السابقة، وهذه الدولة تعرف فيما بعد رسميا باسم جمهورية اليمن الديمقراطية الشعبية. وفي نفس العام تبدأ الدولة الجديدة برنامجا للتأميم. |
| 5 نوفمبر  | 1967  | انقلاب ضد المشير عبد الله السلال اثناء زيارته للعراق، وتشكيل مجلس رئاسي من ثلاثة أمناء، برئاسة القاضي عبد الرحمن الإرياني.                                                                    |
| 26 سبتمبر | 1972  | اشتباكات حدودية في حرب 1972 اليمنية بين الجمهورية العربية اليمنية وجمهورية اليمن الديمقراطية الشعبية، والتوصل إلى اتفاق القاهرة 1972 لوقف إطلاق النار بوساطة الجامعة العربية.                 |
| 13 يونيو  | 1974  | إنقلاب أبيض على القاضي الارياني وتولي السلطة مجلس عسكري مكون من سبعة عقداء برئاسة المقدم إبراهيم الحمدي.                                                                                      |
| 11 أكتوبر | 1977  | اغتيال إبراهيم الحمدي، وتولى أحمد حسين الغشمي السلطة لأقل من عام. |
| 24 يونيو  | 1978  | اغتيال أحمد حسين الغشمي بحقيبة مفخخة وتولى عبد الكريم العرشي رئاسة الجمهورية. |
| 18 يوليو  | 1978  | تنحي عبد الكريم العرشي عن الرئاسة وتولي علي عبد الله صالح السلطة. |
| مارس      | 1979  | تجدد القتال في حرب 1979 اليمنية بين شمال اليمن وجنوبه. |
| 22 مايو   | 1990  | توقيع اتفاقية الوحدة بين الجمهورية العربية اليمنية وجمهورية اليمن الديمقراطية الشعبية وقيام الجمهورية اليمنية.                                                                                |